# Fulvènes

Structures : triafulvène (1), fulvène (aussi appelé pentafulvène) (2) et heptafulvène (3).

Les fulvènes sont des composés organiques d'intérêt théorique en tant qu'hydrocarbures conjugués non-benzénoïdes les plus simples. Ce sont des composés cycliques à conjugaison croisée entre un cycle à nombre impair d'atomes de carbone et un groupe méthylène, la conjugaison se faisant à travers la double liaison exocyclique commune.
Le méthylènecyclopropène (aussi appelé triafulvène) est le plus simple représentant.